# 朴趾源
朴 趾源（パク・ジウォン、ぼく しげん、1737年3月5日 - 1805年12月10日）は、李氏朝鮮時代の思想家。字は仲美、号は燕巌。本貫は潘南朴氏。

## 人物
朝鮮王朝の英祖13年3月5日にソウルの一流両班の子弟として誕生した。保守化した空論の朝鮮儒教を批判した二大朝鮮実学者である。著書『両班伝』において、朝鮮の儒学者や知識人や両班を痛烈に風刺する。しかし、両班や知識人それ自体を否定しているのではない。
清による侵略戦争の丙子の乱と丁卯胡乱によって、李氏朝鮮では反清感情が渦巻いているなか、清の先進文物を積極的に取り入れることを提唱した。
このように朴趾源は、清から見習おうという思想を唱える。当時の朝鮮人は、清に頭を下げながらも、内心では小中華思想からくる野蛮人と侮蔑しており、両班は「朝鮮こそが明の正統継承者」と認識していたが、清を野蛮人とみなす風潮では生まれることができない思想を朴趾源が生み出したのは、朴趾源自身が両班から疎外されていたからである。しかし、清から先進文物を取り入れることを提唱したが、性理学に反する思想と侮蔑・誹謗され、受け入れてもらえなかった。
著作に赴京使（朝鮮燕行使）随行での紀行文『熱河日記』がある。乾隆帝晩年に、皇帝の別荘がある東北部の熱河（現在の承徳市）に向かった記録である。
李氏朝鮮時代の紀行文の主要なものを集めた『海行摠載』の中でも評価は高く、金台俊は著書『朝鮮漢文史学』（1931年）で、朝鮮通信使で江戸時代の日本へ渡った、申維翰『海游録』とともに「朝鮮紀行文学の双璧」とした。

## 実学思想の文学作品
儒者批判や医者批判や巫女批判で両班の馬鹿にして笑いものにした作品がある。短編小説では以下を執筆した。
- 『両班伝』
- 『許生伝』
- 『虎叱』

## 日本語訳
- 『熱河日記　朝鮮知識人の中国紀行』（今村与志雄訳注、平凡社東洋文庫 全2巻、1978年）